# Harold Robbins

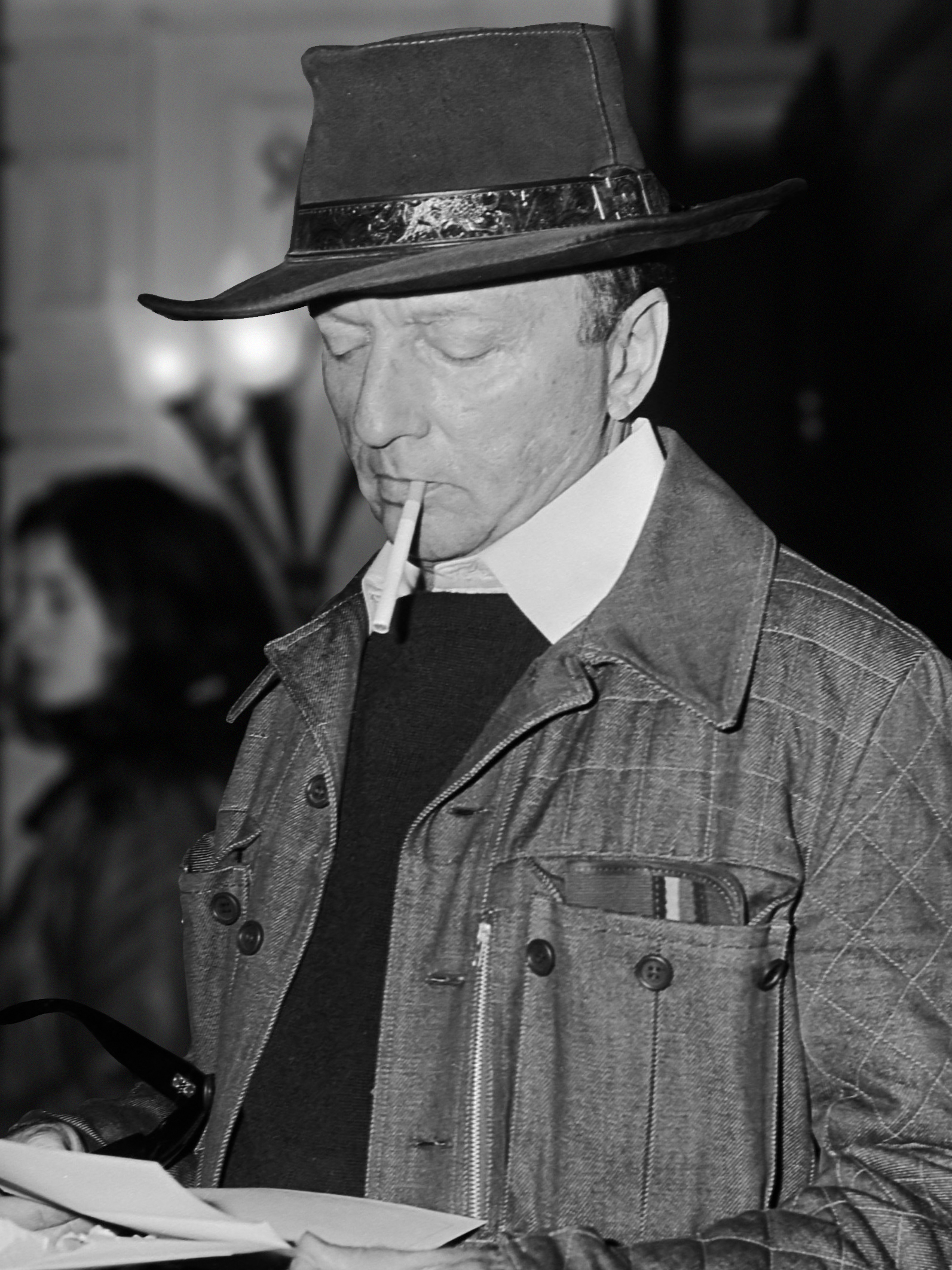
Harold Robbins (1979)

Francis Kane o Harold Rubin, más conocido por su pseudónimo Harold Robbins (Nueva York, 21 de mayo de 1916-Palm Springs, 14 de octubre de 1997) fue un escritor estadounidense de literatura popular, autor de 25 best sellers que vendieron 750 millones de copias en los 32 idiomas a que fue traducido.

## Biografía
Hijo de Charles Rubin y Frances "Fannie" Smith. Ambos inmigrantes judíos de Rusia. Se divorciaron cuando él era un niño y fue criado por su padre, un farmacéutico, y su madrastra, Blanche, en Brooklyn con tres medios hermanos. Al nacer recibió el nombre de Francis Kane, pero quedó huérfano y recibió el nombre adoptivo de Harold Rubin. Fue educado en el Instituto George Washington y después de dejar la escuela, trabajó en diversos oficios. Dotado para el comercio, ya a la edad de veinte años había ganado su primer millón de dólares vendiendo azúcar para una multinacional. Sin embargo a principios de la Segunda Guerra Mundial, había perdido su fortuna y se mudó a Hollywood para trabajar en los estudios Universal.

## Trayectoria
Trabajó en Universal Pictures entre 1940 a 1957, donde comenzó como empleado y llegó a ejecutivo. Su primer libro, No amaras a un extraño (1948), estaba basado en su propia vida en el orfanato y en las calles de Nueva York y creó gran polémica y controversia por sus gráficas explicaciones sobre la sexualidad. Lo escribió para ganar una apuesta de 100 dólares con un directivo de Universal Pictures y demostrarle que era capaz de escribir un guion más interesante que lo que se hacía en ese momento en la meca del cine. Resultó ser un best-seller de gran tirada al que le siguieron más de veintidós, muchos de los cuales fueron llevados al cine con el correspondiente éxito taquillero.
Los vendedores de sueños (1949) fue una novela basada en la industria cinematográfica de Hollywood, desde los primeros pasos a la era sonora, donde Robbins aportaba sus propias experiencias.
Su novela de 1954 Una lápida para Danny Fisher fue adaptada al cine en 1958 con el título King Creole, y fue protagonizada por Elvis Presley.
Se convirtió en uno de los autores más vendidos en el mundo, publicó más de veinte libros que fueron traducidos a treinta y dos lenguas, vendiendo unos 750 millones de ejemplares. Probablemente su novela más conocida fue Los insaciables, que estaba inspirada en la vida del magnate Howard Hughes. La continuación de esta novela fue en 1995, titulada The Raiders.
Robbins se casó cinco veces. Desde 1982 necesitó usar una silla de ruedas, lo cual no impidió que siguiera escribiendo.
Pasó mucho tiempo viviendo en la Riviera francesa y en Montecarlo, hasta que en 1982 Robbins sufrió un derrame cerebral que le provocó una afasia, enfermedad que dificulta el tránsito del pensamiento a la expresión verbal. Sin embargo, desde ese año y hasta su muerte consiguió publicar media docena de novelas. Además padecía problemas de cadera y se trasladaba en silla de ruedas. Murió por problemas cardiorrespiratorios el 14 de octubre de 1997. Tenía 81 años.
Harold Robbins llegó a ser tan conocido que incluso recibió una estrella en el paseo de la Fama de Hollywood Boulevard, concretamente la 6743.

## Obras
- No amarás a un extraño (1948)
- Traficantes de sueños (1949)
- Una lápida para Danny Fisher (1952)
- Nunca me abandones (1953)
- Avenida del parque 79 (1955)
- Stiletto (1960)
- Los insaciables (1961)
- Los profanadores del amor (Donde el amor ha ido) (1962)
- Hopping the Fence (1966)
- Los aventureros (1966)
- Los herederos (1969)
- Betsy (1971)
- El pirata (1974)
- Una dama solitaria (1976)
- Los sueños mueren primero (Dreams Die First) (1977)
- El líder (1979)
- Adiós, Janette (1981)
- El narrador de historias (The Storyteller) (1982)
- El predicador (Spellbinder) (1982)
- El descenso de Xanadu (1984)
- Pirañas (1986)
- Los intrusos (The Raiders) (1995)
- El Corcel (The Stallion) (1996)
- El Magnate (Tycoon) (1997)
- The Predators (1998)
- The Secret (2000)
- Never Enough (2001)
- Sin City (2002)
- Heat of Passion (2003)
- The Betrayers, con Junius Podrug (2004)
- Blood Royal, con Junius Podrug (2005)
- The Devil to Pay, con Junius Podrug (2006)
- The Looters, con Junius Podrug